# سرندیپیتی (ترانه)
«سرندیپیتی» (به انگلیسی: Serendipity) ترانه‌ای از گروه پسرانهٔ کره‌ای بی‌تی‌اس به خوانندگی جیمین است. این ترانه ابتدا به‌عنوان مقدمهٔ آلبوم چندآهنگهٔ عاشق خودت باش: او در ۸ سپتامبر ۲۰۱۷، به‌صورت دیجیتال و نسخهٔ کامل آن در ۲۴ اوت ۲۰۱۸ به‌همراه آلبوم عاشق خودت باش: پاسخ منتشر شد.

## بازخورد
«سرندیپیتی» نقدهای مثبتی دریافت کرد؛ آی‌زدام آن را قطعه‌ای رؤیاگونه که از خوشی، کنجکاوی و اعتقاد به عشق سخن می‌گوید، توصیف کرد. چستر چین از استارتو گفت: «این ترانه بالادی لطیف و سرشار از احساس و نمایش بی‌بدیلی از بلوغ گروه است».
نسخهٔ مقدمهٔ این ترانه در کرهٔ جنوبی، ۱۱۴٬۱۲۸ کپی فروخت و نسخهٔ کامل آن با فروش بیش از ۱۰٬۰۰۰ کپی در ایالات متحده، در رتبهٔ بیست نهم فروش دیجیتال جای گرفت. نسخهٔ کامل این ترانه در کانادا سی و نهم و در سطح جهانی هشتم شد.

## دست‌اندرکاران
توضیحات برگرفته از یادداشت‌های سی‌دی عاشق خودت باش: پاسخ است.
- اسلو ربیت - تهیه‌کننده، کیبورد، سینث‌سایزر، تنظیم صدا، مهندس ضبط (کاروت اکسپرس)
- ری مایکل جان جونیور - تهیه‌کننده
- اشتون فاستر- تهیه‌کننده
- آر ام - تهیه‌کننده
- «هیت‌من» بنگ - تهیه‌کننده
- پی‌داگ - برنامه‌نویسی فرعی
- جون - کورس
- ادورا - کورس، مهندس ضبط (ادوربل ترپ)
- کیم سونگ‌هیون - گیتار
- جونگ وویونگ - مهندس ضبط (استودیوی بیگ هیت)
- یانگ گا - مهندس میکس (استودیوی بیگ هیت)

## جداول
| جدول (۲۰۱۷)                                 | بالاترین موقعیت |
| ------------------------------------------- | --------------- |
| هیت‌سیکر نیوزیلند (آرام‌ان‌زد)                 | ۸               |
| کرهٔ جنوبی (گائون)                           | ۱۸              |
| کرهٔ جنوبی (۱۰۰ آهنگ داغ کی-پاپ)             | ۷               |
| ترانه‌های دیجیتال ملل ایالات متحده (بیلبورد) | ۲               |

| جدول (۲۰۱۸)                                  | بالاترین موقعیت |
| -------------------------------------------- | --------------- |
| فروش ترانه‌های دیجیتال داغ کانادایی (بیلبورد) | ۳۹              |
| تک‌آهنگ‌های دانلودشدهٔ فرانسوی (اس‌ان‌ئی‌پی)       | ۹۳              |
| مجارستان (۴۰ تک‌آهنگ برتر)                    | ۱۹              |
| کرهٔ جنوبی (گائون)                            | ۷۷              |
| کرهٔ جنوبی (۱۰۰ آهنگ داغ کی-پاپ)              | ۹               |
| اسکاتلند (کمپانی جداول رسمی)                 | ۷۸              |
| دانلودهای بریتانیا (کمپانی جداول رسمی)       | ۶۴              |
| فروش ترانه‌های دیجیتال ایالات متحده (بیلبورد) | ۲۹              |

## تاریخچهٔ انتشار
| نسخه       | کشور  | تاریخ           | قالب                  | ناشر           |
| ---------- | ----- | --------------- | --------------------- | -------------- |
| نسخهٔ مقدمه | مختلف | ۱۸ سپتامبر ۲۰۱۷ | دانلود دیجیتال استریم | بیگ هیت [ ۱۸ ] |
| نسخهٔ کامل  | مختلف | ۲۴ اوت ۲۰۱۸     | دانلود دیجیتال استریم | بیگ هیت [ ۱۸ ] |